# Wulferdingsen
Wulferdingsen ist ein Stadtteil der Stadt Bad Oeynhausen im Kreis Minden-Lübbecke in Ostwestfalen.

## Lage
Auf der Südseite des Wiehengebirges gelegen bildet dessen Kamm die Nordgrenze zu den Ortsteilen Rothenuffeln und Oberlübbe der Gemeinde Hille. Im Osten grenzt Wulferdingsen an den Stadtteil Volmerdingsen, im Westen an die Ortsteile Schnathorst und Bröderhausen der Gemeinde Hüllhorst sowie im Süden an die im Kreis Herford gelegene Stadt Löhne.
Naturräumlich gesehen liegt der Ort im nördlichen Teil des Ravensberger Hügellands und hat Anteil am Östlichen Wiehengebirge.

## Geschichte
Wulferdingsen gehörte bis zu den Napoleonischen Kriegen zur Vogtei Gohfeld im Amt Hausberge des Fürstentums Minden. Von 1807 bis 1810 gehörte Wulferdingsen zum napoleonischen Satellitenstaat Königreich Westphalen, in dem der Ort zum Kanton Haddenhausen gehörte. Von 1811 bis 1813 gehörte der Ort unmittelbar zu Frankreich und war dort Sitz der Mairie Wulferdingsen im Arrondissement Minden des Departements der Oberen Ems. Wulferdingsen fiel 1813 wieder an Preußen und kam 1816 zum neuen Kreis Minden. Im Kreis Minden gehörte die Gemeinde Wulferdingsen bis 1851 zum Amt Dützen und seitdem zum Amt Rehme. Bevor die Gemeinde bei der kommunalen Neugliederung am 1. Januar 1973 Teil der Stadt Bad Oeynhausen wurde, hatte sie eine Fläche von 8,19 km² sowie 2836 Einwohner (31. Dezember 1972).

### Ortsteil Bergkirchen
Bergkirchen ist ein Ortsteil, der auf der Höhe des Wiehengebirges liegt und nach der dort auf dem Kamm des Gebirges stehenden Kirche benannt ist, die allerdings schon auf dem Territorium des östlich gelegenen Stadtteils Volmerdingsen steht.

## Wirtschaft und Infrastruktur
Wulferdingsen besitzt die beiden Gewerbegebiete „Im Sundern“ (54 ha) und „Böllingshöfen“ (8 ha) mit zahlreichen mittelständischen Firmen. Um die Jahrtausendwende errichtete der damalige Balda-Konzern als Zulieferer für Handy-Hersteller und die Automobilbranche sowie ein Hersteller kunststoffbasierter Medizintechnik im „Sundern“ seine Produktionsstätte, die heute zum Teil von seinen Nachfolgeunternehmen, teilweise von Fremdunternehmen genutzt wird.
In Wulferdingsen ist Teilstandort des Grundschulverbunds Werste-Wulferdingsen und hat einen städtischen Kindergarten.

## Sehenswürdigkeiten

### Wassermühle Bergkirchen „Schönen Mühle“

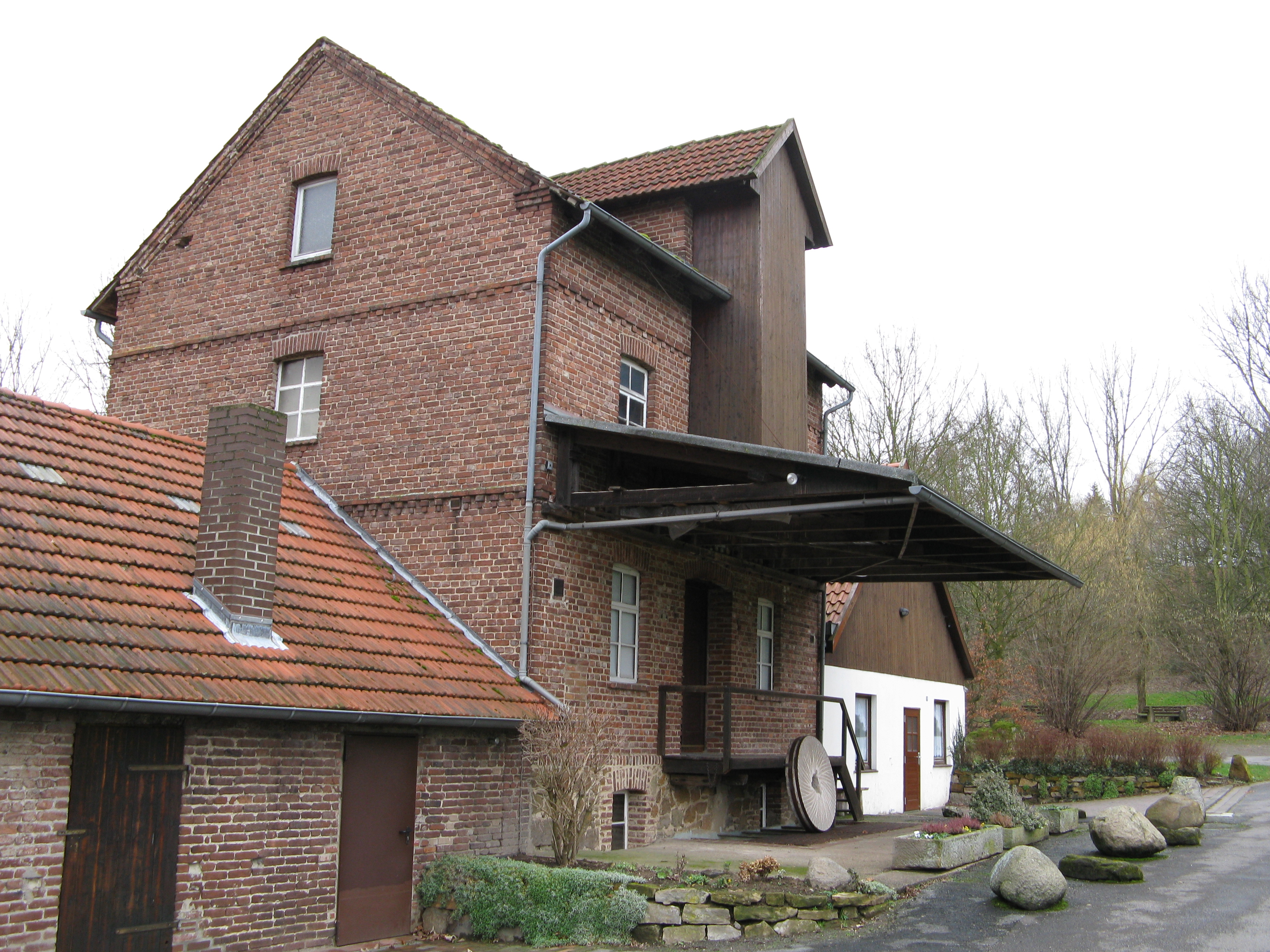
Wassermühle Bergkirchen

Nicht ihre Schönheit, sondern der Name eines früheren Eigentümers war bestimmend für die Namensgebung. Wann die Mühle erbaut ist, steht nicht fest. Erzählt wird, dass sie während des Dreißigjährigen Krieges gebaut worden sein soll. Das Mühlengebäude ist aus Bruch- und Ziegelsteinen errichtet. Ein oberschlächtiges Wasserrad (3,8 m Durchmesser) treibt die Mühleneinrichtung an. Anfang der 1980er Jahre wurde die Mühle restauriert und unter Denkmalschutz gestellt. In dem Mühlenstübchen kann an Mühlentagen Kaffee, Kuchen usw. verzehrt werden.
Die Wassermühle ist Teil der Westfälischen Mühlenstraße und der Mühlenroute.

## Persönlichkeiten
- Albrecht Wellmer (1933–2018), Philosoph, geboren im Ortsteil Bergkirchen.
- Martin Wellmer (1902–1972), Historiker und Archivar, geboren im Ortsteil Bergkirchen.